# Rustam Saparow
Rustam Saparow (né le 10 avril 1978 à l'époque en RSS du Turkménistan et aujourd'hui au Turkménistan) est un footballeur international turkmène, qui évoluait au poste de milieu de terrain.

## Biographie

### Carrière en sélection
Rustam Saparow reçoit 17 sélections en équipe du Turkménistan entre 2003 et 2008.
Il inscrit son seul et unique but avec le Turkménistan le 18 mai 2008, en amical contre Oman (défaite 2-1).
Il participe avec le Turkménistan à la Coupe d'Asie des nations 2004 organisée en Chine. Lors de cette compétition, il joue trois matchs : contre l'Arabie saoudite, l'Irak, et l'Ouzbékistan.
Il dispute également les éliminatoires du mondial 2006 et les éliminatoires du mondial 2010.

## Palmarès
| Garagam Türkmenabat - Coupe du Turkménistan (1) : - Vainqueur : 2002.                                                                                                |  | FC Balkan \| - Championnat du Turkménistan (2) : - Champion : 2004 et 2010. - Vice-champion : 2003, 2006 et 2009. - Coupe du Turkménistan (3) : - Vainqueur : 2003, 2004 et 2010. \| \| - Supercoupe du Turkménistan (2) : - Vainqueur : 2006. \| |  | FK Achgabat - Championnat du Turkménistan (1) : - Champion : 2008. - Supercoupe du Turkménistan : - Finaliste : 2008. |
| - Championnat du Turkménistan (2) : - Champion : 2004 et 2010. - Vice-champion : 2003, 2006 et 2009. - Coupe du Turkménistan (3) : - Vainqueur : 2003, 2004 et 2010. |  | - Supercoupe du Turkménistan (2) : - Vainqueur : 2006. |  | |